# حي حدين الغربية (صنعاء)

تعديل مصدري - تعديل

حي حدين الغربية أحد أحياء مديرية السبعين في محافظة أمانة العاصمة اليمنية . بلغ عدد سكانه 2226 نسمة حسب التعداد السكاني في اليمن لعام 2004.

## الحارات
| الحارة      | عدد المساكن | عدد الأسر | الذكور | الأناث | الإجمالي |
| ----------- | ----------- | --------- | ------ | ------ | -------- |
| حارة المصلى | 446         | 404       | 1206   | 1020   | 2226     |
| الإجمالي    | 446         | 404       | 1206   | 1020   | 2226     |